# ももいろパンチ
「ももいろパンチ」は2009年8月5日に発売された、ももいろクローバーのインディーズデビューシングル。
グループのコンセプトである「和」を前面に出し、収録の3曲全てにおいて和楽器の音色を用いている。

## 背景
全国ツアーと称して車中泊をしながら各地のヤマダ電機を回って、店先で踊りCDを手売りしていた時期である。2009年5月24日から8月16日まで、『ヤマダ電機Presents 〜ももいろクローバーJAPANツアー2009 ももいろTyphooooon!〜』のツアータイトルで、24箇所の店舗で104公演の無料ライブを行った。
休日のETC料金がどこまで行っても上限1000円という当時の割引制度を利用し、総移動距離は12,000km。一部メディアからは「ETCアイドル」とも称された。夏休み期間は毎日のようにライブを実施。8月13日のヤマダ電機川崎店外では、照明設備のないまま日没となったが、車のヘッドライトで照らしながらライブを続行した。本作のキャッチコピーは「家電アイドル?!! 平均年齢13.8歳 週末ヒロイン・デビュー!!」。
なお、上記のイベントによる手売りのみでオリコン週間ランキング11位を達成し、メンバーは号泣して喜びを分かち合った（ももいろクローバ— 祝♡オリコン11位!!! - YouTube）。

## 収録曲解説

### ももいろパンチ
作詞：tzk / 作曲・編曲：斎藤悠弥
歌詞・動画 - 歌ネット
レコーディングが終わった後にグループを卒業した伊倉愛美の歌声が、そのままCDに収録されている。また、ミュージックビデオのイントロ部分で表示される連続写真の中には、同じく脱退した柏幸奈の姿もある。
予定されていた発売日は7月22日であったが、2週遅れの8月5日に延期されてしまった。そのため、発売前の7月26日に有安杏果が加入する形になったが、有安は本シングルには参加しておらず歌声も収録されていない。ただし2013年に発売のアルバム『入口のない出口』に収録された「ももいろパンチ」では、「想いは想いは駆け巡り」のパートを有安が歌っている。CD発売延期のお詫びとして7月21日のイベント限定で、持ち歌であった「Dream Wave」の入ったCD-Rが無料配布された。しかし、誤ってカラオケのトラックしか収録されていないものが配られてしまい、その後に歌声入りのものが「お詫びのお詫び」として配られるなど、予期せぬ事態が続いた。
マネージャーの川上アキラが、前奏をプロレスの登場曲風にするよう依頼した経緯がある。橋本真也のビッグマッチ用テーマ曲をモチーフとしたものが出来上がり、当時はライブ冒頭の登場曲としての役割を果たしていた（後の"Overture"に相当する）。ライブではこの長い前奏の間、高城れにがTIMの人文字ネタである「命」ポーズをし続けるのが見どころとなっている。

### MILKY WAY
作詞・作曲・編曲：相木清久
歌詞・動画 - 歌ネット
前年に姉妹グループなどと合同で出した『3-B Jr.ぷちアルバム』に収録されていた曲のため、歌っているのは初期メンバー（高城れに・和川未優・伊倉愛美・百田夏菜子・玉井詩織・高井つき奈）である。
2008年7月6日、代々木公園での初めての路上ライブにて、1曲目に披露した。

### ラフスタイル
作詞・作曲：馬原美穂 / 編曲：相木清久
歌詞・動画 - 歌ネット
「MILKY WAY」と同じく、歌っているのは初期メンバー（高城れに・和川未優・伊倉愛美・百田夏菜子・玉井詩織・高井つき奈）である。
アルバム『入口のない出口』には、2013年に録音された5人バージョンでの「ラフスタイル for ももいろクローバーZ」が収録されている。

## トラックリスト

### 初回限定盤
1. ももいろパンチ [4:26]
2. MILKY WAY [4:01]
3. ラフスタイル [4:18]
4. ももいろパンチ（Inst.）

DVD：ももいろパンチ（ミュージック・ビデオ）

### 通常盤
1. ももいろパンチ
2. MILKY WAY
3. ラフスタイル
4. ももいろパンチ（Inst.）